# Árvácskaorchidea
Az árvácskaorchidea (Miltonia) az egyszikűek (Liliopsida) osztályának a spárgavirágúak (Asparagales) rendjébe, ezen belül a kosborfélék (Orchidaceae) családjába tartozó nemzetség.

## Előfordulásuk
Az árvácskaorchidea-fajok Dél-Amerika egyik kosbornemzetsége. Észak-Argentínától és Paraguaytól kezdve, Brazília számos részéig előfordulnak. Elszigetelődve ez a növénynemzetség Venezuelában is megtalálható.

## Rendszerezés
A nemzetségbe az alábbi 12 faj és 8 hibrid tartozik:
- Miltonia altairiana Chiron & V.P.Castro
- Miltonia candida Lindl.
- Miltonia clowesii (Lindl.) Lindl.
- Miltonia cuneata Lindl.
- Miltonia flava Lindl.
- Miltonia flavescens (Lindl.) Lindl.
- Miltonia kayasimae Pabst
- Miltonia moreliana A.Rich.
- Miltonia phymatochila (Lindl.) N.H.Williams & M.W.Chase
- Miltonia regnellii Rchb.f.
- Miltonia russelliana (Lindl.) Lindl.
- Miltonia spectabilis Lindl. - típusfaj

- Miltonia × binotii Cogn.
- Miltonia × bluntii Rchb.f.
- Miltonia × cogniauxiae Peeters ex Cogn. & A.Gooss.
- Miltonia × cyrtochiloides Barb.Rodr.
- Miltonia × lamarckeana Rchb.f.
- Miltonia × leucoglossa auct.
- Miltonia × peetersiana Rchb.f.
- Miltonia × rosina Barb.Rodr.